# Nesvatbovi
Nesvatbovi (v anglickém originále Wedding Crashers) je americká filmová romantická komedie z roku 2005 režírovaná Davidem Dobkinem. V hlavních rolích se objevili Owen Wilson a Vince Vaugh, ve vedlejších rolích je pak doplnili Christopher Walken, Rachel McAdams, Isla Fisher, Jane Seymour, Bradley Cooper a Will Ferrell. Film vypráví o dvou rozvodových právnících, kteří pod falešnými identitami navštěvují svatby, aby poznali a svedli krásné ženy.

## Děj
John Beckwith a Jeremy Grey pracují jako rozvodoví právníci ve Washingtonu, D.C. Zároveň jsou však odvěkými přáteli, které spojuje unikátní volnočasová aktivita; vkrádání se pod falešnými identitami na opulentní svatby, kde potkávají mnoho půvabných žen a následně je svádějí. Koncem svatební sezóny, kdy jsou již oba protagonisté značně znaveni, se jim naskytne jedinečná příležitost. William Cleary, ministr financí Spojených států amerických a také největší aspirant na příští hlavu státu, vdává svou nejstarší dceru. John i Jeremy pochopitelně tuší, že půjde o velkolepou akci, kde mohou poznat mnoho žen, a proto situace využijí. 
Během svatební hostiny si hlavní hrdinové vyhlédnou zbývající dvě Clearyho dcery. Jeremy má ještě tentýž den s nejmladší Glorii sex na pláži. To ještě netuší, že ministrova nejmladší dcera je značně majetnická a rozmazlená, a okamžitě se stane ním posedlá. John se snaží udělat dojem na inteligentní a milou Claire, dokud nezjistí, že Williamova prostřední dcera dlouhodobě chodí s horkokrevným Sackem Lodge, jenž pochází taktéž z vlivné rodiny. I přesto se nehodlá jen tak vzdát, neboť se do Claire zamiloval, a tak společně s neochotným Jeremym přijme pozvání Clearyových na jejich luxusní přímořské sídlo v Marylandu. 
Brzy oba právníci zjišťují, že ne vše je v této významné rodině takové, jak by se mohlo na první pohled zdát. Williamova manželka Kathleen začne dělat Johnovi sexuální návrhy, zatímco Todd, Clearyho homosexuální syn, který se věnuje malířství, v noci obtěžuje Jeremyho. Kromě toho je Grey raněn útočným Sackem během přátelského fotbalového zápasu a musí čelit vzrůstajícímu sexuálnímu nátlaku ze strany horlivé Glorie. Během večeře John nalije Sackovi oční kapky do pití, aby se Lodgeovi udělalo nevolno a on mohl strávit více času s Claire.
Beckwith se začne Claire postupně sbližovat, to ovšem vyvolá podezření u Sacka, jenž prostřednictvím svých kontaktů zjistí skutečné identity Johna a Jeremyho. Oba tedy musí rozvrácenou a zklamanou rodinu opustita vrátit se ke svému dřívějšímu životu. Zatímco nešťastně zamilovaný John se začne utápět v alkoholu a sebevražedných myšlenkách, Jeremy se překvapivě nadále vídá s Glorií, jíž šokující zjištění o svém partnerovi ani trochu neodradilo, ba právě naopak – dokonce začnou chystat svatbu. Jakmile se to John dozví, rozzlobí se ještě více. Ze zoufalství navštíví Chazze Reinholda, který s celou původní myšlenkou svádění žen a svatbách přišel. Zde zjišťuje, že Chazz nyní podobným způsobem navštěvuje pohřby, což jej znechutí a donutí zamyslet se nad svým životem. 
Beckwith se nakonec rozhodne jít na svatbu Jeremyho s Glorií, coby svědek svého kamaráda. Zde se opět setkává s Claire, jíž před celým kostelem vyzná lásku. Claire Johnovi odpustí, Jeremy se ožení s Glorií a celá čtveřice se vydává na společný výlet.

## Obsazení
| Owen Wilson         | John Beckwith            |
| Vince Vaughn        | Jeremy Grey              |
| Christopher Walken  | William Cleary           |
| Rachel McAdams      | Claire Cleary            |
| Isla Fisher         | GloriaCleary             |
| Jane Seymour        | Kathleen Cleary          |
| Ellen Albertini Dow | Mary Cleary              |
| Keir O'Donnell      | Todd Cleary              |
| Bradley Cooper      | Sack Lodge               |
| Henry Gibson        | otec O'Neil              |
| Ron Canada          | Randolph                 |
| Rebecca De Mornay   | paní Kroegerová          |
| Dwight Yoakam       | pan Kroeger              |
| Jenny Alden         | nejstarší Clearyho dcera |
| Will Ferrell        | Chazz Reinhold           |

## Výroba
Námět filmu vychází z osobních zkušeností jednoho z producentů filmu, Andrewa Panaye. Scenáristé Steve Faber a Bob Fisher zasadili snímek do hlavního města Spojených států na základě svých studií. Aspekt lásky k dcerám vlivných rodičů vycházel z dětského snu scenáristů vzít si dívku z rodiny Kennedyů. Owen Wilson a Vince Vaughn byli první herci obsazení do filmu, naopak poslední obsazenou herečkou byla Rachel McAdams, přičemž režisér David Dobkin napsal více než 200 herečkám, než nabídl pozici McAdamsové. Do role Christophera Walkena byl původně zvažován Burt Reynolds, zatímco postavu Willa Ferrella měl nejdříve ztělesnit Nicholas Cage. 
Natáčení probíhalo na jaře roku 2004, a to zejména ve Washingtonu, D.C. Filmové sídlo rodiny Clearyů se nachází v Eastonu ve státě Maryland, svatební hostina se pak natáčela v městečku Saint Michaels, taktéž v Marylandu. 

## Přijetí
Film  byl uveden v létě roku 2005 a dočkal nadšených ohlasů od diváků i kritiků. S rozpočtem 40 milionů dolarů vydělal v kinech téměř 300 milionů dolarů a stal se šestým nejvýdělečnějším snímkem toho roku v USA, a to i přesto, že byl ohodnocen ratingem R a cílil výhradně na dospělé publikum.